# Weinverordnung
Die Weinverordnung (WeinV) enthält Ausführungsvorschriften zum Weingesetz (WeinG) und dient der Umsetzung mehrerer EU-Richtlinien in deutsches Recht. 
Entsprechend ist bei der Anwendung und Auslegung der Weinverordnung deren Subsidiarität gegenüber unmittelbaren gemeinschaftsrechtlichen Rechtsakten, die das EU-Weinrecht betreffen, obligatorisch.
Mit der Weinverordnung werden die übergeordneten Zwecke des Gesundheitsschutzes, des Verbraucherschutzes und des Marktordnungsrechts verfolgt.
Sie ist in folgende sieben Abschnitte gegliedert:
- Weinanbaugebiet
- Anbauregeln
- Verarbeitung
- Qualitätswein, Prädikatswein, Sekt b.A., Qualitätsperlwein b.A., Qualitätslikörwein b.A. oder Landwein
- Bezeichnung und Aufmachung
- Straftaten und Ordnungswidrigkeiten
- Schlussbestimmungen (§ 54 Übergangsregelungen, Anlagen 1–12)

Für Straftaten nach § 52 WeinV bzw. Ordnungswidrigkeiten nach § 53 WeinV ist der Strafenkatalog von § 48 bzw. § 52 WeinG anzuwenden.